# LUX 011
LUX 011 fue un evento de artes marciales mixtas producido por LUX Fight League, que se llevó a cabo el 20 de noviembre de 2020 en el Showcenter Complex de Monterrey, Nuevo León, México.

## Antecedentes
El evento estelar contó con una pelea de peso ligero entre Polo Reyes y Ricardo Arreola en el debut de Reyes tras su paso por UFC.
La pelea coestelar contó con un combate de peso ligero entre el excampeon de UWC México Pablo Sabori y Erivan Pereira.
Estaba previsto una pelea de peso mosca entre Jorge Calvo y Kike González para este evento. Sin embargo, la pelea se canceló debido a que González tuvo que retirarse por motivos que no fueron revelados, siendo reemplazado por Gerardo Graniel.